# Bednja (reka)
Bednja je reka na Hrvaškem in desni pritok reke Drave, dolg 133 km. Bednja izvira iz jezera zahodno od Trakošćana in teče po južnem delu Varaždinske županije. Večji kraji ob reki so Lepoglava, Ivanec, Novi Marof, Varaždinske Toplice in Ludbreg.